# Olate
Olate (Olaa in dialetto lecchese, AFI: [uˈlɑː]) è una parrocchia e un rione di Lecco posto nella zona nordorientale del centro abitato.
È identificata come paese di Renzo e Lucia, protagonisti de I Promessi Sposi.

## Geografia fisica
Olate comprende l'area delimitata a nord-ovest da corso Matteotti, che lo divide dal rione di San Giovanni, include via Villette, via Zucco, via Bellavista e via Griso, mentre non comprende via Cavalesine (che appartiene a San Giovanni); include il tratto più basso di via Luera (fino all'incrocio con via Don L. Monza) e di via Galileo Galilei, mentre il confine a sud-est è costituito dal torrente Caldone e dalla via Ugo Foscolo, che è considerata appartenente per intero a Olate. A sud-ovest, Olate arriva fino alla via Solferino esclusa (quest'ultima, infatti, appartiene al rione Castello).

## Storia
Per molto tempo, al tempo delle pievi, è stato una parrocchia e un comune indipendente inserito nella pieve di Lecco, fino al 1786 parte della Provincia di Milano. Insieme alla frazione Bonacina, al censimento del 1771 aveva fatto registrare 286 residenti, saliti a 325 nel 1803. Al 1809 risale la prima esperienza d'unione con Lecco su decreto di Napoleone, ma il ritorno degli austriaci comportò la restaurazione dell'autonomia municipale nel 1816. Nel 1853 si registrarono 498 residenti, che aumentarono ulteriormente a quota 544 all'atto dell'unificazione italiana nel 1861. La fine dell'autonomia comunale risale al 1869, allorquando il borgo fu unito a Castello sopra Lecco, che poi nel secolo successivo confluirà a sua volta dentro Lecco.

## Architetture
La Chiesa dei Santi Vitale e Valeria è creduta come la chiesa di don Abbondio; costruita fra il Quattrocento e il 1765 con un ulteriore prolungamento della navata nel 1934, quando si ripristinò la facciata in stile barocchetto.
Al civico 19 di via Caldone è ubicato uno dei due edifici che rivendicano di essere la presumibile casa di Lucia Mondella (l'altro si trova ad Acquate). Nel XVIII secolo tale costruzione era una masseria della famiglia Airoldi Marchesini, peraltro lontani parenti del Manzoni. Un'Annunciazione di epoca cinquecentesca decora il portale, mentre nel cortile svetta una torre.